# Зубобоља
Зубобоља, денталгија или одонталгија је бол који се јавља у зубу или ткивима која га непосредно окружују. Најчешће настаје као последица каријеса или обољења зубне пулпе, а може настати и услед проблема са деснима, вилицама, услед избијања или повреде зуба и сл. Забележени су и случајеви зубобоље настале као последица промене барометарског притиска (бародонталгија). Бол се може јавити спонтано или као реакција на различите термичке, хемијске и механичке надражаје. Интензитет варира од благог до веома јаког бола, који може бити константан или спорадичан. Понекад се може проширити и на околна подручја (секундарна хипералгезија). С обзиром на конкретно ткиво од кога потиче, разликују се следеће врсте зубобоља: дентинска, пулпна, периапексна, пародонтална и рефлектована.
Уобичајени узроци укључују упалу пулпе (обично као одговор на каријес, трауму зуба или друге факторе), преосетљивост дентина, апикални пародонтитис (запаљење пародонталног лигамента и алвеоларне кости око врха корена), зубне апсцесе (локализоване колекције гнојa), алвеоларни остеитис („сува утичница“, могућа компликација вађења зуба), акутни некротизирајући улцерозни гингивитис (инфекција десни) и темпоромандибуларни поремећај.
Пулпитис је реверзибилан када је бол благ до умерен и траје кратко време након стимулуса (на пример прехладе); или неповратан када је бол јак, спонтан и траје дуго након стимулуса. Ако се не лечи, пулпитис може постати иреверзибилан, затим напредовати до некрозе пулпе (одумирања пулпе) и апикалног пародонтитиса. Апсцеси обично изазивају пулсирајући бол. Апикални апсцес се обично јавља након некрозе пулпе, перикоронални апсцес је обично повезан са акутним перикоронитисом доњег умњака, а пародонтални апсцеси обично представљају компликацију хроничног пародонтитиса (болести десни). Ређе, недентална стања могу изазвати зубобољу, као што је максиларни синуситис, који може изазвати бол у горњим задњим зубима, или ангина пекторис, која може изазвати бол у доњим зубима. Тачна дијагноза понекад може бити изазовна.
Правилна орална хигијена помаже у спречавању зубобоље спречавањем зубних болести. Лечење зубобоље зависи од тачног узрока и може укључивати пуњење, лечење канала корена, екстракцију, дренажу гноја или друге корективне мере. Уклањање зубобоље се сматра једном од главних обавеза стоматолога. Зубобоља је најчешћи тип бола у устима или лицу.‍:125–135 То је један од најчешћих разлога за хитне прегледе код стоматолога. У 2013. години, 223 милиона случајева зубног бола настало је као последица зубног каријеса на сталним зубима и 53 милиона случајева код млечних зуба. Историјски гледано, сматра се да је потражња за лечењем зубобоље довела до појаве стоматолошке хирургије као прве специјалности медицине.

## Узроци
Зубобоља може бити узрокована зубним (одонтогеним) стањима (као што су она која укључују комплекс дентин-пулпе или пародонцијум), или неденталним (неодонтогеним) стањима (као што су максиларни синуситис или ангина пекторис). Постоји много могућих узрока који нису стоматолошки, али велика већина зубобоље је зубног порекла.‍:{{{1}}}
Пулпа и пародонтални лигамент имају ноцицепторе (рецепторе бола), али пулпи недостају проприоцептори (рецептори покрета или положаја) и механорецептори (рецептори механичког притиска).‍:125–135 Сходно томе, бол који потиче из комплекса дентин-пулпа има тенденцију да буде слабо локализован, док ће бол из пародонталног лигамента обично бити добро локализован,‍:55 иако не увек.‍:125–135
На пример, пародонтални лигамент може да открије притисак који се врши када се гризе нешто мање од зрна песка (10–30 µm).‍:48 Када се зуб намерно стимулише, око 33% људи може тачно да идентификује зуб, а око 20% не може да сузи локацију стимулуса на групу од три зуба.‍:31 Још једна типична разлика између пулпног и пародонталног бола је у томе што се овај други обично не погоршава термалним стимулансима.‍:125–135

## Етиологија
Дентинска зубобоља настаје услед иритације дентина различитим факторима. Предуслов за то је оштећење глеђи или изложеност дентина у пределу врата зуба. У том случају различити чиниоци (каријесна лезија, различити надражаји) могу да изазову сензибилизацију дентина, у коме се налазе ћелије одонтобласти које имају сензитивну функцију.
Пулпна зубобоља се јавља као последица иритације или обољења зубне пулпе, која представља највиталнији део зуба. Ток патолошког процеса у пулпи је сличан току других упалних процеса у организму, али је другачији у поодмаклој фази (због специфичне грађе и морфологије пулпе). Пулпа је окружена дентинским зидовима и када у почетној фази наступи упална ексудација (накупљање течности), долази до повећања притиска у кавитету зуба и надражаја бројних живчаних гранчица што узрокује бол. Осим тога, долази и до смањења циркулације јер довољне количине крви не могу да уђу кроз узани отвор канала корена зуба (кроз који пролазе крвни и лимфни судови и нерви) и то за последицу има смањену васкуларизацију и постепено изумирање пулпе. Акутни пулпни бол је тешко прецизно локализовати, а пацијент често није сигуран ни да ли долази из горње или доње вилице. Карактерише га и променљивост, а често се појачава у лежећем положају и може изненада да престане. Уколико је бол веома интензиван, пацијент га може заменити за главобољу, упалу синуса, бол у уву, тригеминалну неуралгију или нетипичну бол у пределу лица. Такође се могу јавити и аутономни симптоми и последична болна мишићна контракција, па се пулпни бол може заменити за бол у мишићима фацијалне регије или артритис виличног зглоба.
За разлику од других органа, зуб може да остане у свом лежишту и након одумирања пулпе (јер се делимично исхрањује и преко периодонцијума) и у њему може да остане некротично ткиво пулпе (док би се код других органа мртво ткиво избацило или ресорбовало). Услед распадање одумрле зубне пулпе разни штетни продукти, бактерије, њихови токсини и друге материје могу да прођу кроз отвор канала корена и доспеју у периапексни простор (простор око врха корена зуба). То узрокује периапикални процес (гранулом). Уколико се на време не одстране узроци гранулома могу се јавити јак бол при сваком додиру зуба, црвенило, оток који се шири на виличну кост и мека ткива и сл.
Пародонтална зубобоља настаје услед трауматизације страним телом (уклештени остаци хране, лоше направљене крунице), услед оклузалног оптерећења или контакта са неизниклим суседним зубом, као последица стоматолошких захвата, инфекције и сл. За разлику од денталног бола, пацијент може прецизно да локализује бол захваљујући богатству проприо- и механорецептора у потпорном апарату зуба. Интензитет бола варира од умереног до јаког, а појачава се током загриза тако да пацијент има осећај да му је зуб издужен.
Рефлектована зубобоља представља бол који се осећа у зубу и околним ткивима а узрокован је променама на удаљеним ткивима.
Перикоронитис је упала узрокована неизниклим зубима (најчешће умњацима) и накупљеном храном и плаком у тој области. Као последица се јавља црвенило, оток, бол који се шири и на околне зубе, повишена температура, малаксалост и лимфаденопатија.
Упала алвеоле (лат. alveolitis sicca) настаје често након вађења трећег кутњака и при томе се јавља бол који се одражава на околне зубе, десни, мишиће итд.

## Дијагноза
Добро постављена дијагноза и утврђивање тачне природе бола је основни предуслов ефикасног лечења. У ту сврху користе се стоматолошка анамнеза, инспекција директно или огледалцетом, тестирања стоматолошком сондом, куцкање, палпација, тест виталности пулпе, рендгенски снимци итд.
Испитивања сондом и огледалцетом откривају веће каријесне процесе, изложеност зубне пулпе, фрактуре круне зуба, лоше испуне, ерозију, абразију и сл. Куцкање (перкусија) по зубу се изводи помоћу дршке неког инструмента паралелно са уздужном осовином зуба и том методом се открива постојање периапикалних процеса. Палпација подразумева притискање десни у пределу врха корена зуба и има за циљ одређивање степена осетљивости и проширености периапикалног процеса. Тестирање виталности пулпе се изводи стимулацијом дентина топлим, хладним, хемијским, електричним и другим надражајима.
Једна од честих дијагностичких метода је интраорална рендгенографија. На снимку се може видети постојање каријесне лезије, положај и величина испуна из ранијих стоматолошких интервенција, морфологија шупљине зуба и коренова, промене у потпорном апарату зуба итд.
Уколико је немогуће прецизно локализовати оболели зуб, спроводи се тзв. системски аналгетски блок на основу кога се одређује да ли је процес локализован у горњој или доњој вилици или бол потиче због промена на удаљеним ткивима.

## Лечење
Терапија се планира се на основу прикупљених података, а иста има за циљ отклањање сметњи и патолошких стања и надокнаду изгубљеног зубног ткива заменским вештачким зубним материјалима, који морају задовољити функционалну, естетску и биолошку компоненту појединачног зуба.